# François de Roubaix

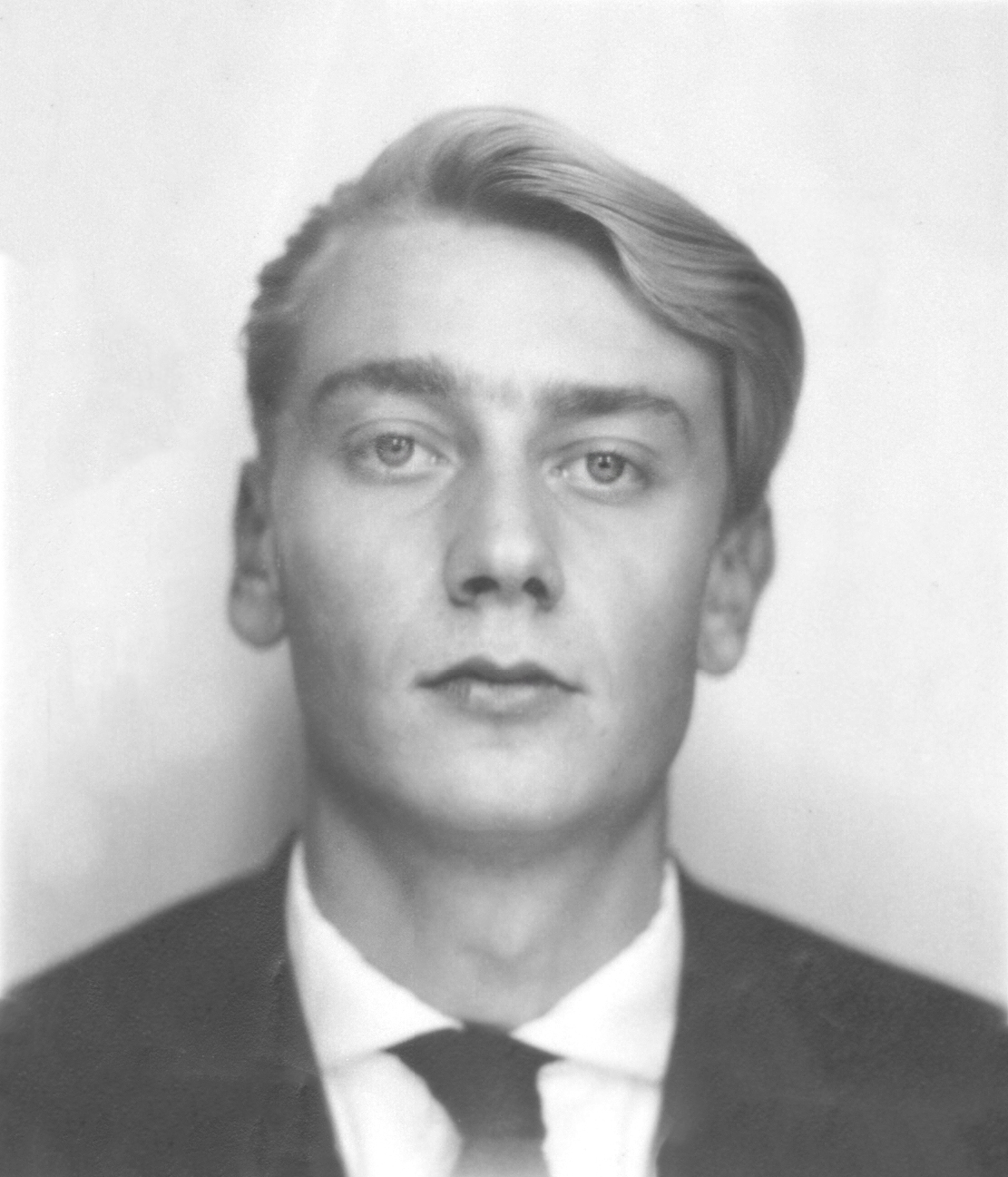
François de Roubaix

François de Roubaix (Neuilly-sur-Seine, 3 april 1939 - Tenerife, 21 november 1975) was een Franse muzikant en componist.

## Biografie
De Roubaix was een zelfonderwezen muzikant en een jazzliefhebber. Hij componeerde bijna honderd soundtracks voor voornamelijk Franse films. Onder de beroemdste titels waarvan hij de muziek schreef zijn: Les anges, Dernier Domicile connu en Le Vieux Fusil. Voor de laatste film won hij postuum de een César voor de beste soundtrack in 1976. Hij stierf tijdens het duiken in Tenerife een paar maanden eerder, op 21 november 1975; hij was 36 jaar oud.

## Filmografie (bioscoopfilms)
- 1961 - Thaumeatopoea (Robert Enrico) (korte film)
- 1962 - Montagnes magiques (Robert Enrico)
- 1964 - Contre-point (Robert Enrico)
- 1964 - Strip-teaseuses ou ces femmes que l'on croit faciles van Jean-Claude Roy
- 1965 - Les Grandes Gueules (Robert Enrico)
- 1966 - Les Chats (Philippe Durand) (korte film)
- 1966 - Elles (Alain Magrou) (korte film)
- 1966 - Les Combinards van Jean-Claude Roy
- 1967 - La loi du survivant (José Giovanni)
- 1967 - Les Poneyttes van Joel Lemoigne
- 1967 - Contacts (Dolorès Grassian) (korte film)
- 1967 - Des terrils et des Turcs (Jean-Michel Barjol) (korte film)
- 1967 - Les aventuriers (Robert Enrico)
- 1967 - The Blonde from Peking (Nicolas Gessner)
- 1967 - Le Samouraï van Jean-Pierre Melville
- 1967 - Diaboliquement vôtre (Julien Duvivier)
- 1968 - Tante Zita (Robert Enrico)
- 1968 - Le Rapace (José Giovanni)
- 1968 - Les Teenagers van Pierre Roustang
- 1968 - Adieu l'ami (Jean Herman)
- 1968 - Ho! (Robert Enrico)
- 1968 - La Grande Lessive (!) (Jean-Pierre Mocky)
- 1968 - Le Témoin van Anne Walter
- 1969 - Jeff (Jean Herman)
- 1969 - 48 heures d'amour (Cécil Saint-Laurent)
- 1969 - Que ferait donc Faber? (Dolorès Grassian)
- 1969 - Les Étrangers van Jean-Pierre Desagnat
- 1970 - Une infinie tendresse van Pierre Jallaud
- 1970 - L'Étalon (Jean-Pierre Mocky)
- 1970 - Dernier Domicile connu (José Giovanni)
- 1970 - Pour un sourire van François Dupont-Midy
- 1970 - La Peau de Torpedo (Jean Delannoy)
- 1970 - L'homme orchestre van Serge Korber
- 1970 - Les Novices van Guy Casaril
- 1971 - Les Amis (Gérard Blain)
- 1971 - Le Saut de l'ange (Yves Boisset)
- 1971 - Daughters of Darkness (Harry Kümel)
- 1971 - Où est donc passé Tom? (José Giovanni)
- 1971 - Un peu, beaucoup, passionnément (Robert Enrico)
- 1971 - Boulevard du Rhum (Robert Enrico)
- 1972 - La Scoumoune (José Giovanni)
- 1972 - Chut! (Jean-Pierre Mocky)
- 1972 - Les Caïds (Robert Enrico)
- 1973 - R.A.S (Yves Boisset)
- 1975 - Le Vieux Fusil (Robert Enrico)